# Guillaume-Charles Brun

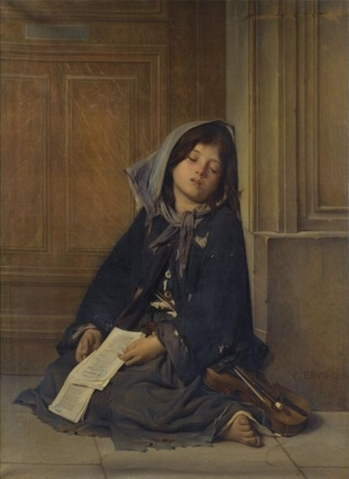
La Mendiante

Guillaume-Charles Brun (* 5. Mai 1825 in Montpellier, Département Hérault; † 20. Februar 1908 in Paris) war ein französischer Maler.

## Leben

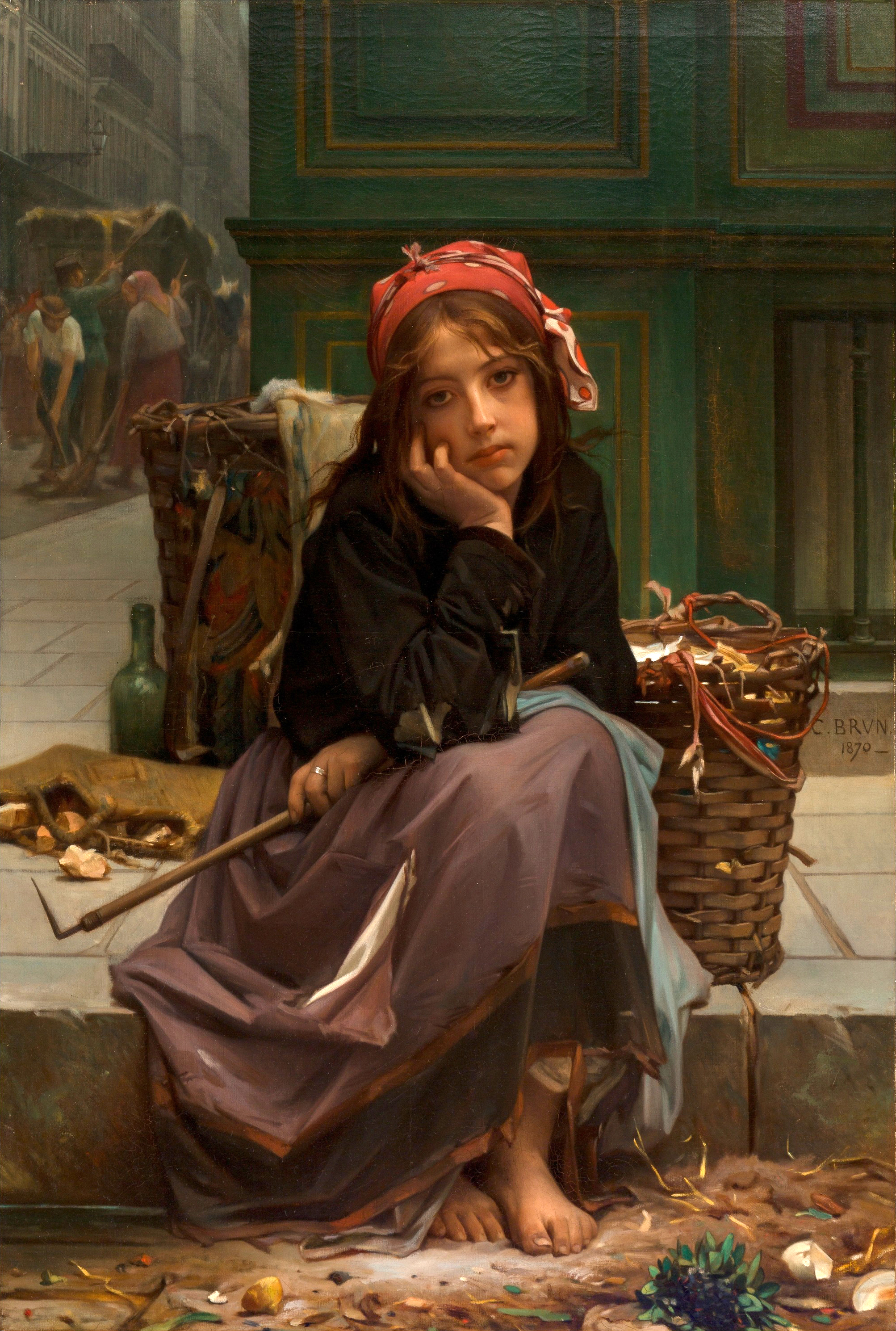
Die junge Lumpensammlerin

Brun stammte gleich seinem Kollegen Édouard-Antoine Marsal und seinem Lehrer Alexandre Cabanel aus Montpellier. Mit 22 Jahren ging Brun nach Paris und wurde mit Wirkung vom 7. April 1847 an der École des Beaux-Arts als Schüler angenommen.
Anlässlich der großen Jahresausstellung der École des Beaux-Artsim Herbst 1847 wurde bereits ein Werk Bruns mit einer Medaille ausgezeichnet. 1851 wurde er aufgefordert, an der jährlich stattfindenden Ausstellung des Salon de Paris teilzunehmen. Seine beiden Werke „Portrait de Mme P...“ und „Jeune femme en prière“ wurden vom Publikum wie auch von Kritikern wohlwollend aufgenommen.
1883 berief man Brun zum Präsidenten des Société des artistes français.

## Werke (Auswahl)
- Jeune femme en prière
- Portrait de Mme P...
- La mendiante